# Henk Welling (beeldhouwer)
Hendrikus E. G. (Henk) Welling ('s-Heerenberg, 1956) is een Nederlands beeldhouwer. Zijn werkplaats staat in het dorp Ulft.
Wellink volgde aan de kunstacademie de opleiding voor leraar tekenen en handenarbeid. Hierna ging hij zich specialiseren in het vak van steenhakken. Hij richt zich vooral op het uithakken van letters in steen.
In 2010 bracht hij in de Nijmeegse Stevenskerk een tekst aan op de vloerplaat van een massagraf. In het graf liggen de stoffelijke resten uit de graven die tijdens de 20e-eeuwse restauratie waren geruimd. Voor de Nieuwe Kerk in Amsterdam werkte hij aan het monument ter herinnering aan het boek Herfsttij der Middeleeuwen van de historicus Johan Huizinga, dat honderd jaar eerder, in 1919, was uitgebracht.